# Ylipenikka
Ylipenikka är en kulle i Finland.   Den ligger i den ekonomiska regionen  Kemi-Torneå  och landskapet Lappland, i den norra delen av landet, 600 km norr om huvudstaden Helsingfors. Toppen på Ylipenikka är 169 meter över havet, eller 80 meter över den omgivande terrängen. Bredden vid basen är 2,7 km.
Terrängen runt Ylipenikka är huvudsakligen platt. Runt Ylipenikka är det mycket glesbefolkat, med 2 invånare per kvadratkilometer.